# 罗斯玛丽·雷德福·路德
罗斯玛丽·雷德福·路德（1936年11月2日—2022年5月21日）是女性主義神學主流的主要领袖之一。她執教於加瑞特（Garrett）福音派神學院，那所學校是附屬位於伊利諾州伊凡斯頓市的西北大學。她是一位口齒伶俐又能言善道的講員，同時也是一位多產的作家，她對女性主義神學的推廣，以及婦女教會的建立，做出了巨大貢獻。她的書包括《惟性主義與談神：女性主義神學初探》（Sexism and God- Talk: Toward a Feminist Theology, 1983），以及《婦女教會：神學與實踐》等（Women – Church: Theology and Practice, 1986）。

## 教育
1965年在加利福尼亚州克莱尔蒙特克萊蒙研究大學获博士学位。

## 荣誉
- 瑞典乌普萨拉大学神学院荣誉博士（2000年）[6]
- 美国惠蒂爾學院名誉文学博士（2012年）[7]

## 脚注
1. ↑  Risen, Clay. . The New York Times. 2022-05-27  [2022-06-13]. （原始内容存档于2022-06-29） （英语）.
2. 萝特. . 由梁淑贞、杨克勤翻译. 香港: 道风书社. 2004. ISBN 9789628322626.
3. ↑  罗斯玛丽·帕特南·童. . 由艾晓明翻译. 武汉: 华中师范大学出版社. 2002: 270. ISBN 9787562226055.
4. ↑  葛倫斯、奧爾森合著。《廿十世紀神學評論》。劉良淑、任孝琦合譯。台北：校園，1998。
5. ↑  . CST Claremont School of Theology.   [2022-05-29]. （原始内容存档于2022-10-15） （美国英语）.
6. ↑  . www.uu.se.   [2022-10-10]. （原始内容存档于2019-08-29）.
7. ↑  . www.whittier.edu.   [2019-12-06]. （原始内容存档于2020-03-25）.